# Stictia signata
Stictia signata é uma espécie de inseto da família Crabronidae. Trata-se de uma vespa parasitoide que caça outros insetos para servirem de hospedeiros e refeição futura para suas larvas, que crescem se alimentando dos órgãos dos hospedeiros até terem tamanho suficiente para sobreviverem por conta própria. A vespa tem uma coloração peculiar, com detalhes verdes, e a principal característica é cavar ninhos na areia onde depositam um único ovo. Após colocar o ovo (entre oito e vinte centímetros de profundidade), a vespa fecha o buraco na areia e vai em busca de alimento.